# Opius costaricensis
Opius costaricensis är en stekelart som beskrevs av Fischer 1962. Opius costaricensis ingår i släktet Opius och familjen bracksteklar. Inga underarter finns listade i Catalogue of Life.